# Urzainqui
Urzainqui (o Urzainki in basco) è un comune spagnolo di 103 abitanti situato nella comunità autonoma della Navarra.